# Cecilia Ballí
Cecilia Ballí est une journaliste et une anthropologue américaine qui écrit sur les régions frontalières du Texas, la sécurité et l'immigration. De nombreuses publications lui ouvrent leurs colonnes. Elle a été professeure adjointe à l'Université du Texas à Austin pendant six ans. Depuis 2018, elle est aussi consultante en culture et communication.

## Biographie

### Jeunesse et formation
Cecilia Ballí naît le 21 avril 1976 à Brownsville, Texas. Ses parents sont Antonia et Cristobal Balli, des immigrants du Mexique. Elle a une sœur jumelle, Celia, et une sœur aînée, Cristina. Au début des années 1980, sa famille passe ses étés en tant que travailleurs migrants en Californie ; des détours sont faits en chemin, pour visiter des réserves et des sites naturels. Au sujet de son père, décédé en 1987, alors qu'elle avait onze ans, Cecilia Ballí écrit qu'il était « un anthropologue culturel sans éducation »,.
Ballí  fréquente le lycée Homer Hanna de Brownsville et obtient son diplôme en 1994, en tant que major de promotion. Pendant plusieurs étés, elle travaille comme rédactrice au Brownsville Herald. Elle fait ses études de premier cycle à Université Stanford. Elle reçoit une bourse du programme Mellon, dédié aux études universitaires des minorités, et participe au programme d'été pour les futurs doctorants à Irvine. Son mémoire porte sur la musique et la radio Tejano. En 1998, Ballí est co-récipiendaire du prix Arturo Islas Jr. pour l'excellence académique globale. Elle est aussi, la même année, lauréate de la médaille d'or Robert M. pour l'excellence en sciences humaines et arts créatifs. Elle obtient son diplôme en études américaines et espagnoles avec mention en 1998,.
Ballí obtient une bourse Soros en 2002 pour préparer un doctorat en anthropologie culturelle à l'Université Rice à Houston, au Texas. Le sujet de sa thèse, qu'elle soutient en 2009, est : « Femmes assassinées à la frontière : genre, territoire et pouvoir à Ciudad Juárez »,.

### Carrière professionnelle
Cecilia Ballí effectue un stage en 1998 au bureau de Washington, DC du Los Angeles Times. Elle devient en 2000 rédactrice pour le Texas Monthly, et y publie sur les thèmes des frontières, de la sécurité et de l'immigration En 2005, elle rédige l'introduction du livre de Steve Liss Pas de place pour les enfants : les voix de la détention des jeunes (No Place for Children: Voices from Juvenile Detention),,.
De 2008 à 2014, Ballí est professeur adjoint au département d'anthropologie de l'Université du Texas à Austin. Tout en enseignant et en faisant des recherches, elle poursuit son travail de journaliste indépendante, pour de nombreux journaux et magazines. On peut par exemple citer son article paru en 2012 dans le Harper's Magazine « La guerre de Calderón », ou celui publié en 2019 dans le New York Times, au sujet des villes frontalières de l'Arizona,.
En 2014, Ballí est membre du Centre Dart (en). Elle obtient en 2015 la bourse Jesse H. Jones Dobie Paisano de l'Institut des Lettres du Texas. À l'époque, elle déclare que des années de recherche et d'écriture sur la violence lui ont laissé un stress post-traumatique,,.
En 2018, Ballí fonde la société de stratégie de communication Culture Concepts LLC.

### Distinctions
Cecilia Ballí est finaliste en 2004 pour les Livingston Awards for Young Journalists, ainsi que pour le John Bartlow Award for Public Interest Magazine Journalism. En 2004, l'Association nationale des journalistes hispaniques la nomme journaliste émergente de l'année. En 2008, elle est distinguée par le J. Anthony Lukas Work-in-Progress Award, décerné par l'École de Journalisme de l'université Columbia.